# Lee Jin-ho
Lee Jin-ho (kor. 이진호; * 3. September 1984 in Ulsan) ist ein ehemaliger südkoreanischer Fußballspieler.

## Karriere
Lee Jin-ho erlernte das Fußballspielen in den Schulmannschaften der Hakseong Middle School und der Haksung High School sowie in der Collegemannschaft des Ulsan College. Von Juli 2000 bis November 2000 wurde er vom College an den brasilianischen Verein Cruzeiro Belo Horizonte ausgeliehen. Von Dezember 2000 bis Juni 2002 war er ohne Verein. Von Juli 2002 bis Jahresende stand er kurzzeitig in Italien bei Chievo Verona unter Vertrag. Im Januar 2003 ging er wieder in seine Heimat. Hier schloss er sich Ulsan Hyundai. Das Fußballfranchise aus Ulsan spielte in der ersten Liga, der K League 1. Von Januar 2006 bis November 2007 spielte er beim Ligakonkurrenten Gwangju Sangmu FC in Gwangju. Zu den Spielern des Vereins zählten südkoreanische Profifußballer, die ihren zweijährigen Militärdienst ableisteten. Von Juli 2010 bis Dezember 2010 wurde er an die ebenfalls in der ersten Liga spielenden Pohang Steelers nach Pohang ausgeliehen. Nach Vertragsende in Ulsan wechselte er im Januar 2012 zum Erstligisten Daegu FC. Mit dem Franchise aus Daegu spielte er 49-mal in der ersten Liga. Jeju United, ein Erstligist aus Jeju-si, lieh ihn von Juli 2013 bis Jahresende aus. Das erste Halbjahr 2014 stand er beim Zweitligisten Gwangju FC unter Vertrag. Das zweite Halbjahr 2014 ging er nach Thailand. Hier unterschrieb er in der thailändischen Hauptstadt Bangkok einen Vertrag bei Air Force Central. Der Verein spielte in der höchsten Liga des Landes, der Thai League. Am Ende der Saison musste er mit der Air Force in die zweite Liga absteigen. Nach dem Abstieg verließ er Thailand und ging zum südkoreanischen Drittligisten Cheonan City FC. Mit dem Verein aus Cheonan spielte er 23-mal in der dritten Liga. Im Februar 2017 beendete er seine Karriere als Fußballspieler.